# Карташевские
Карташе́вские — малорусский дворянский род.
Происходит от уроженца Речи Посполитой Ивана Карташевского, выехавшего на Украину и бывшего протопопом в Полтаве. Его сын Яким был войсковым товарищем (1720). Григорий Иванович Карташевский (1777—1840) был сенатором, жена — Надежда Тимофеевна Аксакова. Их сын Николай (умер в 1880) с отличием участвовал в обороне Севастополя и был генерал-лейтенантом.
Род Карташевских внесён в I, II и III части родословной книги Оренбургской, Полтавской, Харьковской и Черниговской губерний. (Гербовник, X, 147).
Другой род — потомство Захария Ивановича Карташевского, войскового товарища и депутата Комиссии нового уложения 1767 г.

## Описание гербов
В овальном щите стенчатая пирамида, увенчанная императорскою короною. Надписи: вверху — «Блаженство каждого и всех», внизу — «1766 года Декабря 14.» (знак депутатов Комиссии для сочинения проекта нового Уложения, который согласно манифесту Екатерины II от 14 декабря 1766 г. депутаты могли помещать на свои гербы).
ОГ X, 147
Щит разделен на четыре части. В первой в голубом поле изображен золотой крест. Во второй в красном поле серебряные луна и под оной подкова, шипами вниз обращенная. В третьей в правом зеленом поле серебряный улий и над оным две летящия пчелы. В четвертом в левом золотом поле кадуциев жезл и вокруг его обвившиеся две змеи. Щит увенчан обыкновенными дворянскими шлемом и короною с тремя на оной страусовыми перьями. Намет на щите голубой и красный, подложенный золотом.